# Nessun grado di separazione
«Nessun grado di separazione» (итал.) — песня в исполнении итальянской певицы Франчески Микьелин, с которой она заняла второе место на фестивале итальянской песни в Сан-Ремо в 2016 году. Песня была выпущена в качестве сингла 11 февраля 2016 года.
Сингл также вошёл в альбом di20are, который является переизданием её второго альбома di20. Авторами песни являются Федерика Аббате, Франческа Микьелин, Кеопе и Фабио Гарджуло.
14 марта 2016 года была выпущена специальная двуязычная версия песни для участия Микьелин в Евровидении-2016. Песня получила англоязычное название «No Degree of Separation», сохранив при этом весь текст на итальянском языке, кроме последнего куплета, который был переведён на английский язык американской музыканткой Нормой Джин Мартин. Микьелин впервые исполнила эту версию песни 22 марта 2016 года на интернет-шоу Webnotte, стрим которого проходил на сайте газеты La Repubblica.
Так как Италия входит в группу стран «Большой пятёрки», Микьелин была автоматически квалифицирована для участия в финале конкурса 14 мая 2016 года, где она заняла 16 место набрав 124 балла.

## Версии треков
| №  | Название                      | Длительность |
| -- | ----------------------------- | ------------ |
| 1. | «Nessun grado di separazione» | 3:39         |

| №  | Название                  | Длительность |
| -- | ------------------------- | ------------ |
| 1. | «No Degree of Separation» | 3:08         |

## Чарты
Еженедельные чарты
| Чарт (2016)                            | Высшая позиция |
| -------------------------------------- | -------------- |
| Италия (FIMI)                          | 1              |
| Сан-Марино (RTV)                       | 4              |
| Sweden Heatseekers (Sverigetopplistan) | 6              |

Сертификация
| Регион                                                                      | Сертификация  | Продажи |
| --------------------------------------------------------------------------- | ------------- | ------- |
| Италия (FIMI)                                                               | 2× Платиновый | 100 000 |
| Данные о продажах + прослушиваниях приведены только на основе сертификации. |               |         |

История релизов
| Регион | Дата            | Формат                 | Лейбл                  | Сноски |
| ------ | --------------- | ---------------------- | ---------------------- | ------ |
| Italy  | 11 февраля 2016 | Цифровая версия        | RCA (Sony Music Italy) | [ 1 ]  |
| Italy  | 11 февраля 2016 | Contemporary hit radio | RCA (Sony Music Italy) | [ 10 ] |